# SRT Viper GTS-R
Chronologie des modèles
La SRT Viper GTS-R est une voiture de course développée dans les années 2010 par SRT et Riley Technologies pour les catégories LM GTE de l'Automobile Club de l'Ouest et GTLM de l'IMSA à partir du modèle routier de la cinquième génération de la Dodge Viper.

## Histoire en compétition
Deux voitures débutent la compétition en cours de saison de l'American Le Mans Series 2012 lors de la manche de Mid-Ohio.
L'écurie SRT Motosports engage deux équipages pour les 24 Heures du Mans 2013 en catégorie LMGTE Pro. À l'issue de la saison 2014 en United SportsCar Championship, SRT stoppe son implication officielle en compétition. Le modèle réapparait pour les 24 Heures du Mans 2015 sous l'engagement du Keating Motorsport en LMGTE Am.